# 胡萨维克市镇
胡萨维克市镇是法罗群岛桑岛南部的市镇。2021年1月时市镇人口数量为111人。市镇内有一个同名的村庄及另外两个村庄（Skarvanes和Dalur）。
胡萨维克教堂是用石头建成的，在1863年正式启用。

## 图集

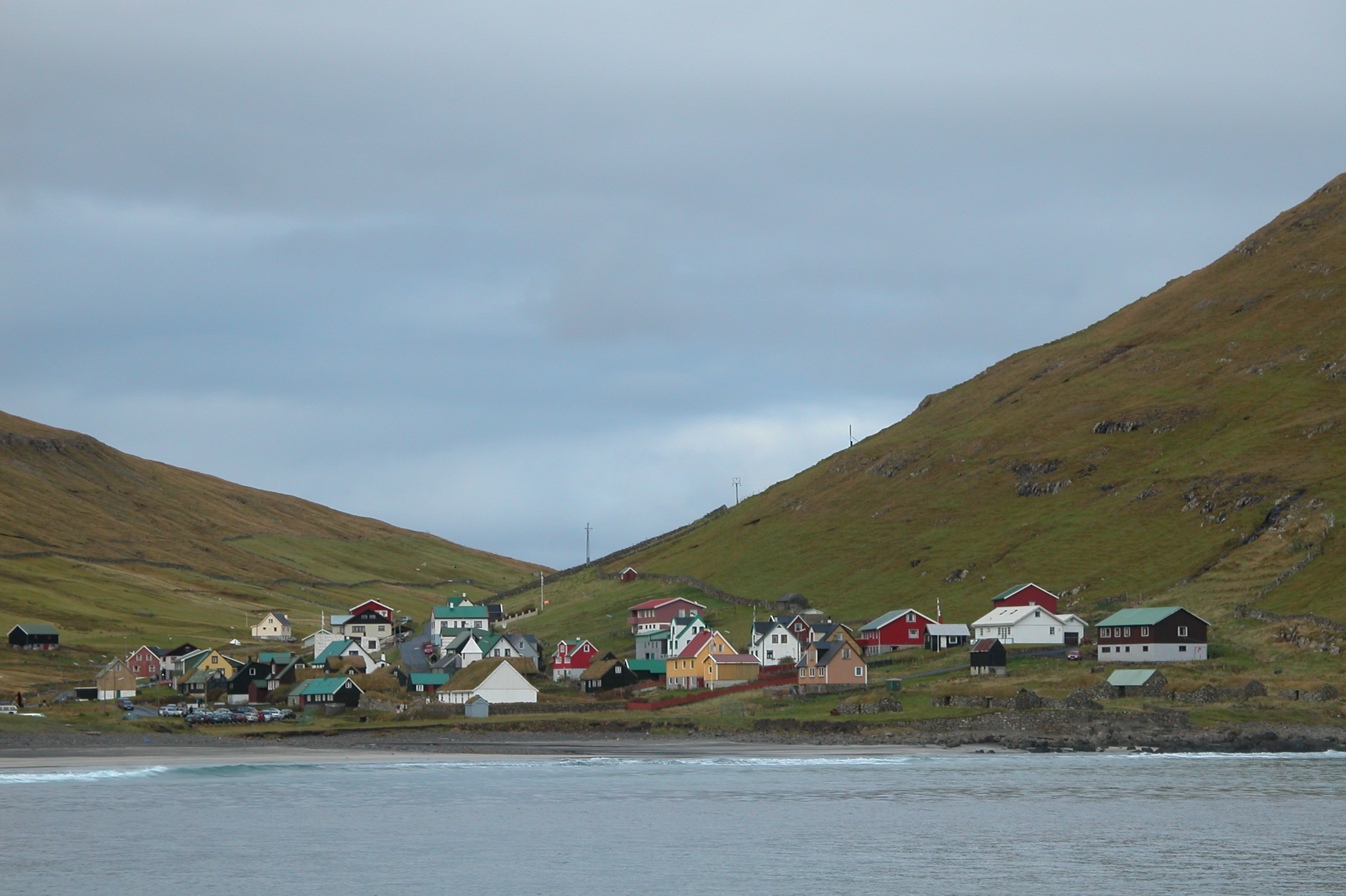
胡萨维克村
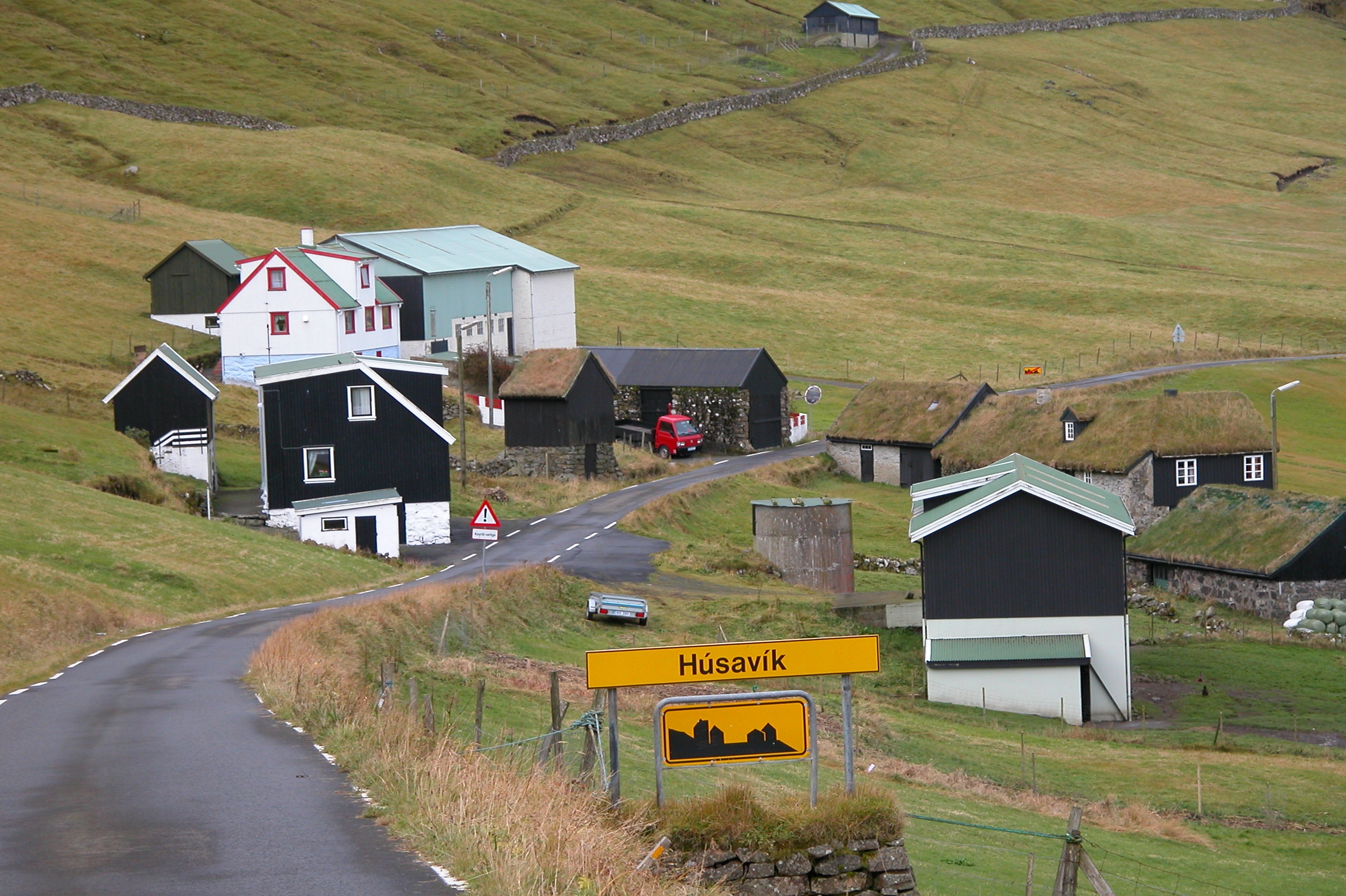
胡萨维克村
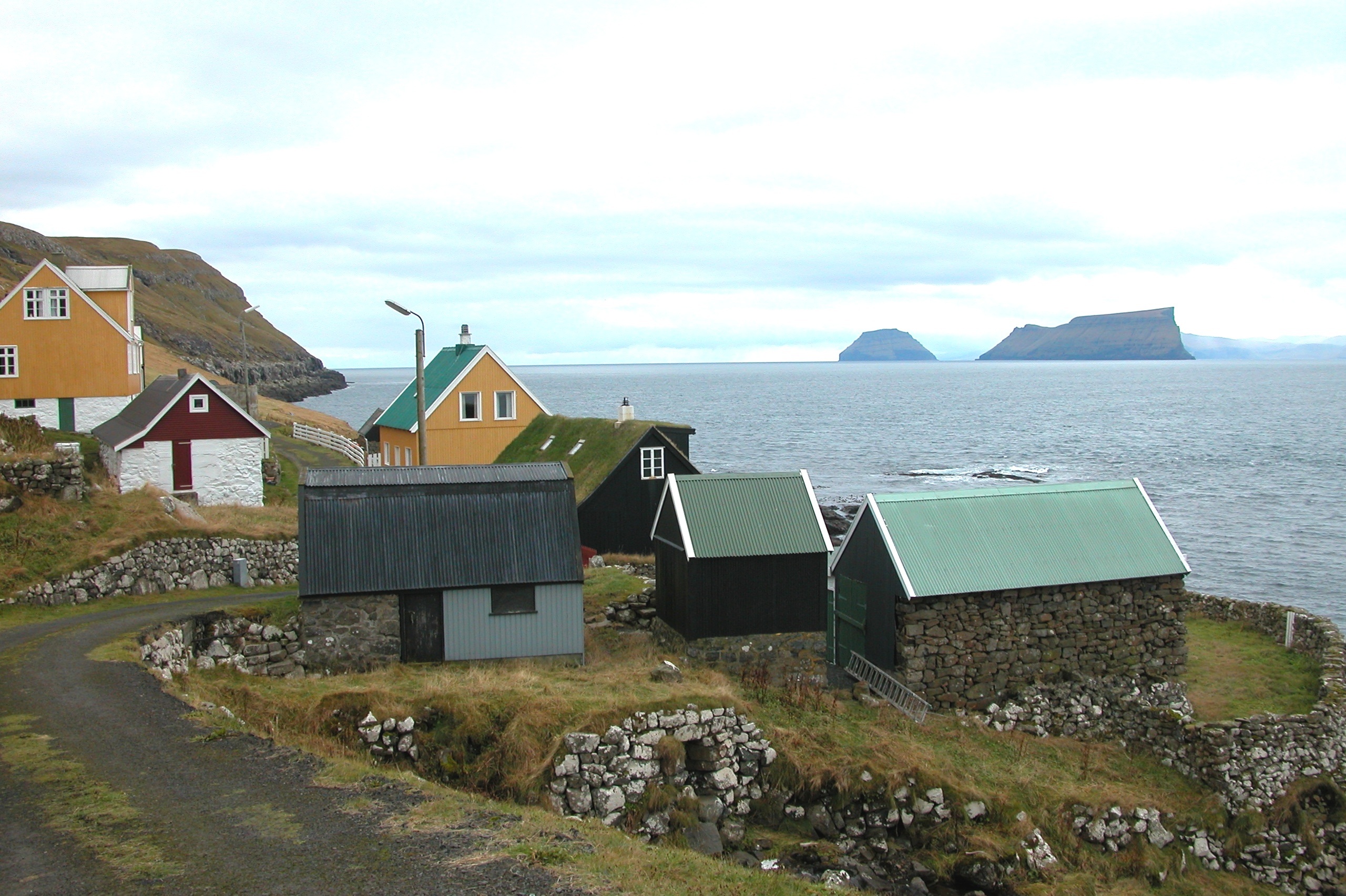
Skarvanes村，远处的小岛分别为大迪门岛（右）和小迪门岛
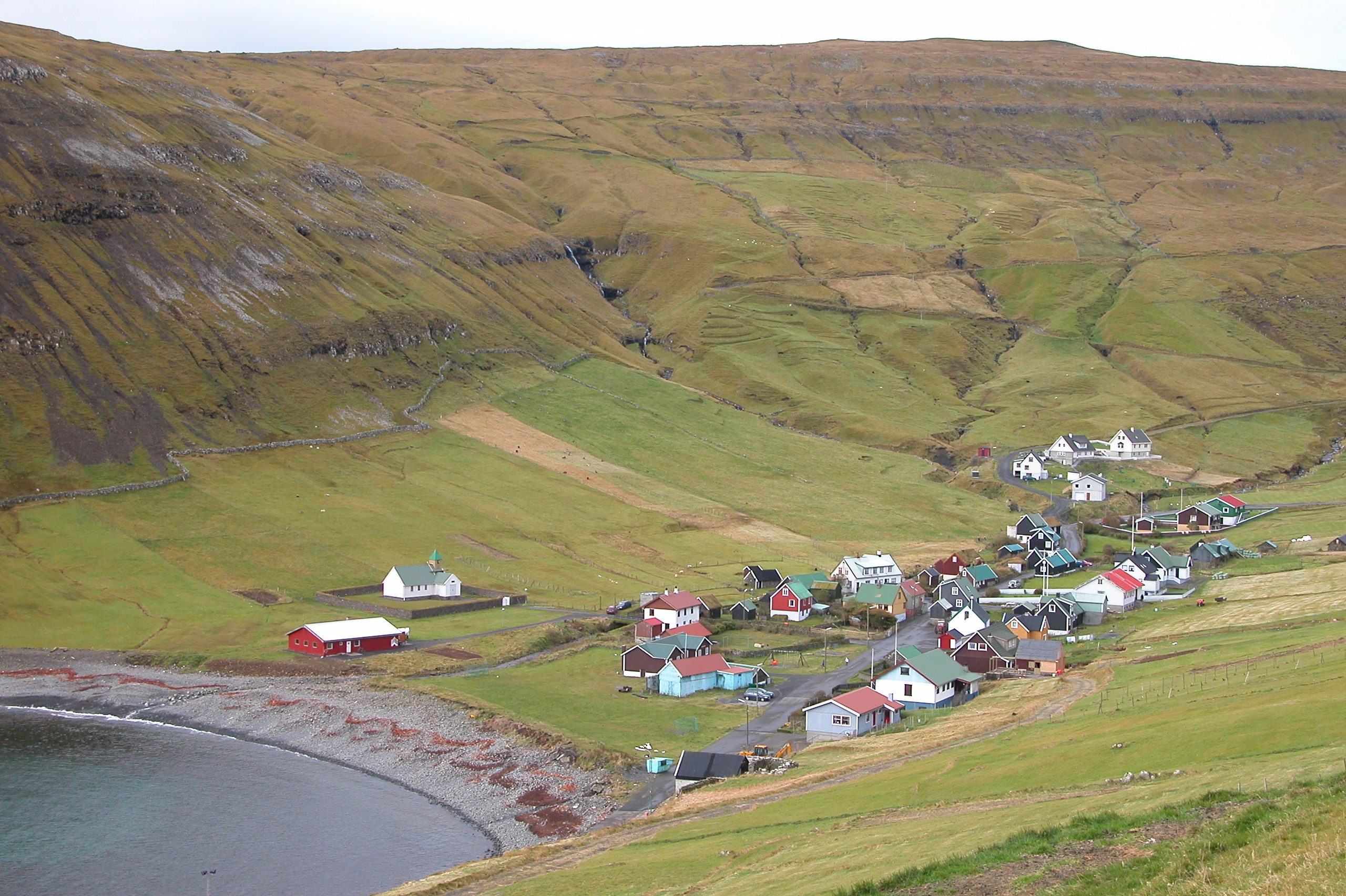
Dalur村